# 石井薫子
石井 薫子（いしい かおるこ、2004年9月1日 - ）は、日本の女優、モデル、タレントである。千葉県出身。HONEST所属。

## 経歴
第92回選抜高等学校野球大会の「センバツ応援イメージキャラクター」に就任。
2017年、第15回全日本国民的美少女コンテストで審査員特別賞を受賞。
2022年2月25日をもって、12年間所属してきたオスカープロモーションを退所した。
集英社『週刊プレイボーイ』2023年4月3日号で初の水着グラビアを撮影、掲載。

## 人物
小学3年で『トッキュウジャー』幼少時のミオ役を経験。子供ながらに変身シーンや特撮スーツの着用を経験した。幼少時役の5人の中でも芸歴が浅かったことで厳しい指導も受けたが、吹き替えのアテレコなども経験し、役者としての貴重な土台になったという。

## 出演

### テレビドラマ
- 烈車戦隊トッキュウジャー（2014年2月16日 - 2015年2月15日、テレビ朝日） - ミオ（幼少期） 役
- なぜ東堂院聖也16歳は彼女が出来ないのか?（2014年10月21日 - 12月16日、メ〜テレ） - ハルナ 役
- 瀬戸内少年野球団（2016年9月17日、テレビ朝日） - 生徒・吉松妙子 役
- アキラとあきら（2017年7月9日 - 9月3日、WOWOW） ‐ 山崎千春 役
- 青のSP―学校内警察・嶋田隆平―（2021年1月12日 - 3月16日、関西テレビ・フジテレビ） - 相良恭子 役[7]
- 瑠璃も玻璃も照らせば光る（2022年12月27日、フジテレビ） - 篠原音々 役[8]
- ホスト相続しちゃいました 第4話（2023年5月9日、関西テレビ・フジテレビ） - 陽子 役

### テレビ番組
- Eダンスアカデミー SEASON2（2014年4月 - 9月、NHK Eテレ） - レギュラー
- 奇跡体験!アンビリバボー「広島女児誘拐未遂事件」（フジテレビ）
- すイエんサー（2019年4月2日 - 2022年3月22日、NHK Eテレ） - すイエんサーガールズ[9][10]

### オリジナルビデオ
- スーパー戦隊シリーズ（東映ビデオ）
  - 行って帰ってきた烈車戦隊トッキュウジャー 夢の超トッキュウ7号（2015年6月24日） - 夏目美緒 / トッキュウ3号 役[11]
  - テン・ゴーカイジャー（2022年） - 女子高生 役[12]

### 映画
- スーパー戦隊シリーズ（東映）
  - 烈車戦隊トッキュウジャーVSキョウリュウジャー THE MOVIE（2015年1月17日） - 少女ミオ 役
  - 手裏剣戦隊ニンニンジャーVSトッキュウジャー THE MOVIE 忍者・イン・ワンダーランド（2016年1月23日）

### その他
- 第92回選抜高等学校野球大会「応援イメージキャラクター」（2020年）[13] ※新型コロナウイルス感染拡大防止のため開催中止となる[14]。

## 書籍

### デジタル写真集
- あのコは今・・・（2023年3月20日、集英社、週プレ PHOTO BOOK、ASIN B0BYRV3X35）